# Rukatunturischans
De Rukatunturischans is een skispringschans gelegen op de berg Ruka in het Finse Kuusamo. Sinds 2002 vindt op en rond de schans de Nordic Opening plaats, de start van de wereldbekers schansspringen, langlaufen en noordse combinatie. Verder vinden er regelmatig wedstrijden om de Continental Cup plaats.

## Geschiedenis
De schans was na zijn voltooiing in 1964 de grootste Grote schans ter wereld, en bleef dat tot de voltooiing van de Mühlenkopfschans in Willingen. In de jaren negentig werd de schans uitgerust met kunstverlichting, zodat er ook in het donker wedstrijden konden worden gehouden. Daarnaast beschikt de schans over sneeuwkanonnen en een keramiekspoor en is daardoor de grootste schans ter wereld die gedurende het hele jaar gebruikt kan worden.

## Naam van de schans
Over de naam van de schans bestaat enige verwarring, omdat zowel de naam Rukaschans als Rukatunturischans in omloop zijn. In officiële documenten van de FIS wordt de schans Rukatunturi genoemd.